# ویکتوریا هیوارد
ویکتوریا هیوارد (انگلیسی: Victoria Hayward؛ زادهٔ ۱۱ آوریل ۱۹۹۲) بازیکن سافت‌بال اهل کانادا است. او همچنین دانشجوی سابق دانشگاه تمام آمریکایی و برنده مدال بازی‌های المپیک است.
وی در مسابقات کشوری و بین‌المللی در مجموع برندهٔ ۲ مدال نقره، ۴ مدال برنز شده‌است.
او از سال ۲۰۱۱ تا ۲۰۱۴ در کالج سافت بال برای واشینگتن بازی کرد. او اخیراً برای تیم حرفه ای سافت بال زنان " کندین وایلد " در لیگ حرفه ای سافت بال بانوان بازی می‌کند. او در فصل افتتاحیه لیگ ورزشکاران نامحدود سافت بال بازی کرد و در مجموع امتیازات کسب شده در جایگاه سوم قرار گرفت. او یک بازیکن خارج از زمین است و پرتاب کننده دست چپ است. او از ژوئن ۲۰۰۹ برای تیم تیم ملی سافت‌بال زنان کانادا بازی کرده و به آنها کمک کرد تا مدال برنز بازی‌های المپیک تابستانی ۲۰۲۰ را کسب کنند.

### اوایل زندگی
ویکتوریا که در تورنتو به دنیا آمد، در مونتین ویو، کالیفرنیا بزرگ شد و به دبیرستان موشن ویو (MVHS) رفت. او دارای لیسانس هنر در ارتباطات و علوم سیاسی از دانشگاه واشینگتن و مدرک کارشناسی ارشد در مدیریت بازرگانی از دانشگاه ماساچوست است.